# 중흥 (남제)
중흥(中興, 501년 3월 ~ 502년 4월)은 남제(南齊) 화제(和帝) 소보융(蕭寶融)의 연호이자 남제의 마지막 연호이다. 1년 동안 사용하였다. 502년 3월, 화제는 소연(蕭衍)에게 선위하고 황제에서 물러났으며, 이로써 양(梁)이 건국되고 남제는 멸망하였다.

## 개원
- 영원(永元) 3년 3월 11일[1](501년 4월 14일)에 연호를 중흥(中興)으로 개원함.[2][3][4][5]

- 중흥(中興) 2년 4월 8일[6](502년 4월 30일)에 양나라 건국 후, 연호를 천감(天監)으로 건원함.[7][8][9][5]

## 연대 대조표
| 중흥            | 원년           | 2년        |
| 서기            | 501년          | 502년      |
| 간지            | 신사(申巳)     | 임오(壬午) |
| 소보권 (蕭寶卷) | 영원(永元) 3년 | -          |
| 북위 (北魏)     | 경명(景明) 2년 | 3년        |

## 동시대 연호

### 중국
북위(北魏)
- 경명(景明) (500년 ~ 504년)

고창국(高昌國)
- 승평(承平) (502년 ~ 510년)

### 몽골
유연(柔然)
- 태안(太安) (492년 ~ 505년)

## 같이 보기
- 다른 왕조의 같은 연호
  - 서연(西燕) 중흥(中興, 386년 ~ 394년)
  - 북위(北魏) 중흥(中興, 531년 ~ 532년)
  - 발해(渤海) 중흥(中興, 793년 ~ 794년)
  - 남조(南詔) 중흥(中興, 897년 ~ 902년)
  - 남당(南唐) 중흥(中興, 958년)
  - 호탄 왕국(于闐國) 중흥(中興, 978년 ~ 985년)

- 중국의 연호 목록